# Neobisium battonii
Neobisium battonii är en spindeldjursart som beskrevs av Beier 1966. Neobisium battonii ingår i släktet Neobisium och familjen helplåtklokrypare. Inga underarter finns listade i Catalogue of Life.